# Опасни траг
Опасни траг је југословенски трилер филм из 1984. године. Режирао га је Миомир Стаменковић, а сценарио су написали Душан Перковић и Драган Марковић.

## Радња
Радња филма одвија се 1980. године, а обухвата истините догађаје - деловање албанских иредентиста на Косову.
Групу албанских екстремиста лови југославенска служба за сигурност.
Илегално уношење оружја на Косову из иностранства је било добро организовано али искусни републички и покрајински инспектори су се повезали са албанским студентом у иностранству и успели да открију читаву мрежу иредентиста.

## Улоге
| Глумац                   | Улога                              |
| ------------------------ | ---------------------------------- |
| Милан Штрљић             | Нафи - Црни                        |
| Владица Милосављевић     | Мила Јовановић                     |
| Велимир Бата Живојиновић | инспектор Коста Марковић           |
| Енвер Петровци           | Професор Ћемаил                    |
| Ален Нури                | Господин Ропер                     |
| Фарук Беголи             | инспектор Рамиз                    |
| Мира Бањац               | Милина мајка                       |
| Драгомир Фелба           | Радник у мотелу                    |
| Милош Жутић              | Управник мотела                    |
| Душан Јанићијевић        | Инспектор у Београду               |
| Мето Јовановски          | Нафијев брат                       |
| Предраг Милинковић       | Кондуктер у возу/ глас Милош Жутић |
| Душан Тадић              | Јанко                              |
| Душан Вујновић           | портир                             |
| Абдурахман Шаља          | Хaсaн                              |
| Бранко Видаковић         | Рустeм                             |
| Вељко Мандић             | Албанац 1                          |
| Иван Клеменц             | инспектор                          |
| Владан Живковић          | возач камиона                      |
| Младен Андрејевић        | инспектор                          |
| Слободан Димитријевић    | Странац                            |
| Истреф Беголи            | Шабан                              |
| Панче Камџик             | Албанац 2                          |
| Сабина Ајрула            | Собарица                           |
| Јорданчо Чевревски       | рецепционар                        |
| Петре Арсовски           | Инспектор                          |
| Јовица Михајловски       | инспектор                          |
| Мустафа Јашар            |                                    |
| Обрен Хелцер             | Човек из воза                      |